# Protestantyzm na Mazurach
Protestantyzm, a przede wszystkim luteranizm, od XVI w. do lat 70. XX w. stanowił jeden z ważnych czynników, wyróżniających Mazury od sąsiednich regionów i krajów (katolicka Warmia, Polska i Litwa). Protestantyzm przyczynił się do zachowania (mimo nacisków germanizacyjnych) polskości tego regionu przez wprowadzenie nakazu używania języków narodowych do kultu i oświaty.

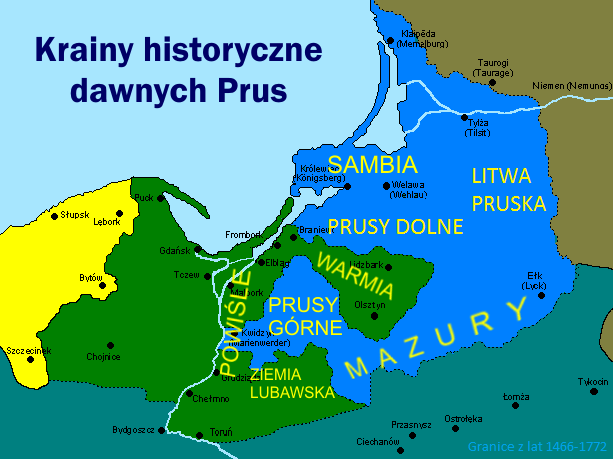
Prusy Książęce i Królewskie w czasach I Rzeczypospolitej

## Wprowadzenie reformacji
Wprowadzenie luteranizmu na Mazurach łączy się z ostatecznym podziałem państwa zakonu krzyżackiego w 1525 na Prusy Królewskie (wcielone do Polski), których ludność w większości pozostała przy katolicyzmie oraz Prusy Książęce (lenno polskie pod władzą księcia Albrechta Hohenzollerna), które przyjęły wiarę ewangelicką.
Południowa część Prus Książęcych, z głównymi miejscowościami: Wielbark, Ostróda, Działdowo, Nibork (Nidzica), Szczytno, Rastembork (Kętrzyn), Ryn, Lec (Giżycko), Ełk, Margrabowa (Olecko) i Jańsbork (Pisz) była od XIV w. w większości zaludniona przez Mazurów – polskich osadników z terenu Mazowsza.
Reformacja szybko zapanowała w miastach Prus Książęcych, a Polacy należeli do jej ważnych działaczy i organizatorów: Abraham Kulwieć był w 1544 współzałożycielem uniwersytetu Albertina w Królewcu, który stał się głównym ośrodkiem kształcenia pastorów. To miasto aż do XIX w. było centrum wydawniczym ewangelickiej literatury religijnej w języku polskim, która czytelników znajdowała także na Mazurach.
W Królewcu wydrukowano w 1552 pierwszy polski ewangelicki przekład Nowego Testamentu w opracowaniu Stanisława Murzynowskiego oraz w 1561 i 1562 polskie przekłady Konfesji Augsburskiej Jana Radomskiego i Marcina Kwiatkowskiego. Następnie drukowano tam regularnie popularną literaturę religijną (głównie polskie śpiewniki) dla Mazurów.

### Reformacja na Mazurach
Po wprowadzeniu reformacji cały teren Mazur włączono do diecezji pomezańskiej Kościoła Pruskiego. Pojawił się problem braku odpowiednio wykształconych duchownych protestanckich, przede wszystkim niewielu z nich znało język polski. W celu uzdrowienia tej sytuacji książę nakazał wizytację parafii mazurskich, którą w 1529 przeprowadził archiprezbiter kętrzyński, Michał Meurer – zastępca biskupa na Mazurach.
Mazurzy musieli przyjąć luteranizm jako religię państwową władcy. Jednak religijne praktyki katolickie jeszcze długo utrzymywały się na Mazurach, gdzie ze względu na słabe zaludnienie kościoły były stosunkowo nieliczne, a komunikacja w lesistym i podmokłym terenie utrudniona. I tak np. w latach 50. XVI w. władze skierowały do Jańsborka kaznodzieję Marcina Glossę, aby pomógł wytępić w okolicy „papieski zabobon”. Jednak w wielu wsiach mazurskich luteranizm przyjmowano powierzchownie, a obrzędy i praktyki katolickie (w tym kult Marii i świętych) był zwalczany przez pastorów jeszcze w XVII w., a niekiedy nawet w końcu XIX w.
Reformację wprowadzano na zasadzie przyjmowania przez księży katolickich nowego wyznania i przekształcania parafii w ewangelickie. Dopiero po 1555 zgodnie z zasadą cuius regio, eius religio władze przystąpiły do energicznej ewangelizacji Mazur, zakładania nowych szkół ewangelickich i parafii (łączyło się z tym wprowadzanie podatku na utrzymanie kościołów i pastorów oraz szkół parafialnych).
Kolejnym problemem okazały się spory doktrynalne wśród mazurskich protestantów. Do kontestatorów oficjalnej doktryny należeli: m.in. pastorzy Piotr Zenker z Jańsborka i Melchior Kranich z Ełku oraz starosta z Leca, Fryderyk von Heydeck. Dla ich rozstrzygnięcia biskup Speratus zwołał w dniach 8–9 czerwca 1531 synod mazurski w Rastemborku. Synod nie zażegnał sporów, które zakończyły dopiero zgony najważniejszych kontestatorów.

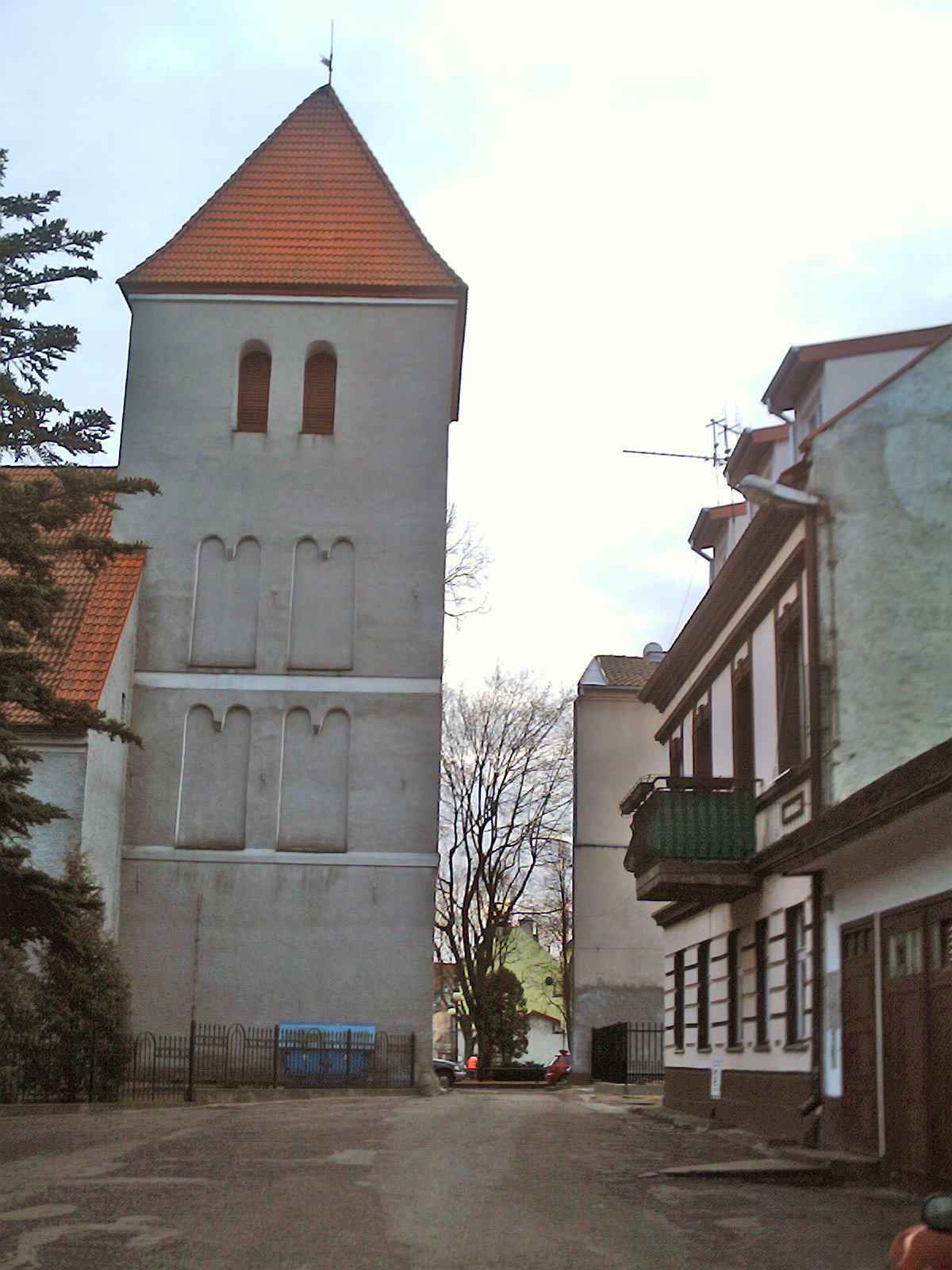
Kościół w Mrągowie

#### Ełk – ośrodek mazurskiej reformacji
W celu zorganizowania ośrodka oświaty ewangelickiej dla Mazurów, w 1536 książę Albrecht Hohenzollern zaprosił do Ełku polskiego szlachcica Jana z Sącza (później znanego jako Maletius lub Sandecki-Malecki), drukarza i pisarza z Krakowa i darował mu majątek ziemski Regielnica. Wraz z synem Hieronimem Malecki założył tu drukarnię (jako trzecią w Prusach), działającą w latach 1551–1558. W Ełku wydrukowano liczne pisma religijne i dydaktyczne oraz w 1552 polski przekład Nowego Testamentu, autorstwa Maleckiego. Jego syn Hieronim był również wydawcą pism religijnych w języku polskim.
Wraz z założeniem przez księcia Albrechta w 1546 szkoły łacińskiej, Ełk stał się głównym mazurskim ośrodkiem ewangelickiej oświaty. Pierwszym rektorem tej szkoły został Hieronim Malecki. W 1599 szkoła zmieniła nazwę na „Szkołę Książęcą”; uczono w niej przede wszystkim w języku polskim. Ełk pozostał ośrodkiem oświaty polskiej aż do XX w. (m.in. w 1806 powstało tu jedyne na Mazurach polskie seminarium nauczycielskie).

## XVI i XVII wiek
Od połowy XVI w. luteranizm zaczął docierać do szerszych mas ludności mazurskiej, głównie dzięki zakładaniu nowych parafii oraz rozpowszechnianiu wśród duchowieństwa i wiernych licznych polskojęzycznych publikacji religijnych: tłumaczeń Biblii, postylli, katechizmów i kancjonałów, wydawanych nie tylko w Królewcu, lecz także w nowym mazurskim ośrodku wydawniczym w Ełku. Wykształciła się liczna grupa polskich pastorów (m.in. Stanisław Rybiński i Wawrzyniec Prostka z Margrabowej). Swoją działalnością przyczynili się oni do utworzenia grupy etnicznej Mazurów, odrębnej wyznaniem i obyczajami od ludności sąsiedniej Warmii i Mazowsza.
Jednocześnie od połowy XVI w. nasiliła się kolonizacja Mazur przez chłopów mazowieckich (powstało 87 nowych osad), którzy stawali się ewangelikami i wtapiali w miejscową społeczność. Napływała także ewangelicka szlachta polska m.in. z Pomorza, Mazowsza i Wielkopolski uciekając przed uciskiem kontrreformacji. Wśród właścicieli ziemskich zdecydowanie dominowała jednak szlachta pochodzenia niemieckiego.
Zasady powoływania i uposażania duchownych i nauczycieli ustalono najpierw w ordynacji krajowej z 1526, a następnie – w „Artykułach o wyborze i utrzymaniu proboszczów” z 1540. Mimo to sytuacja materialna pastorów, ich przygotowanie i poziom wykształcenia były niezadowalające, a chłopi niechętnie płacili podatki na ich utrzymanie.
Najazd Tatarów (sprzymierzonych z wojskiem polskim) na Mazury w 1656, spustoszył i wyludnił ten region oraz pogłębił niechęć mieszkańców do Polski (chociaż Tatarzy mordując i ograbiając Mazurów, działali wbrew rozkazom polskiego dowództwa). Oderwanie Prus Książęcych od Polski w 1657 (jako skutek potopu szwedzkiego) doprowadziło do umocnienia władzy księcia według absolutystycznego modelu brandenburskich Hohenzollernów. Książę Fryderyk Wilhelm całkowicie podporządkował sobie Kościół Pruski i ograniczył jego autonomię. W ślad za tym nastąpiły pierwsze żądania władz nasilenia germanizacji Mazurów jako części planu „oświecania” ludu. Książę likwidował także przywileje szlacheckie, co doprowadziło do upadku znaczenia i tak nielicznych polskich rodzin szlacheckich na Mazurach.

### Bracia polscy w Prusach Książęcych
Po wygnaniu z Rzeczypospolitej na mocy uchwały sejmowej z 1658 wielu braci polskich osiadło na Mazurach, zwłaszcza w powiecie ełckim i jańsborskim. Niektórzy z nich osiedli w okolicach Margrabowej, np. Semkowscy, którzy zamieszkali w Białej Oleckiej, inni w okolicach Ełku, np. Przypkowscy, którzy osiedlili się w Kosinowie. Mimo nieprzychylnego nastawienia władz, założyli kilka polskich szkół oraz wprowadzili nowe uprawy i metody gospodarowania. Ich wspólnoty zanikły ostatecznie w 1803 zasymilowane przez ewangelickie sąsiedztwo.

## XVIII wiek
Utworzenie Królestwa Prus w 1701 oznaczało dalsze wzmocnienie absolutyzmu władcy (uznanego za najwyższą władzę kościelną „summus episcopus”) i jeszcze większe podporządkowanie mu Kościoła Pruskiego. Centralizacja władzy w XVIII w. oznaczała podporządkowanie polskich rodzin szlacheckich na Mazurach niemieckim ośrodkom władzy królewskiej, gdzie była jedyna możliwość zrobienia kariery i majątku. W rezultacie polska szlachta szybko zniemczyła się, a polskojęzyczna ludność Mazur ograniczyła się do ludności wiejskiej oraz działających wśród niej pastorów, którzy stali się jedynymi krzewicielami kultury i oświaty polskiej.
Król Fryderyk Wilhelm I dążył do wykorzenienia wciąż obecnych na Mazurach zwyczajów i obrzędów katolickich. Kaznodziejom zabroniono wykonywania znaku krzyża. Z kościołów usuwano „papieskie pozostałości”: lichtarze, świece, ornaty, komże, tajną spowiedź i śpiewanie katolickich pieśni. W latach 20. XVIII w. zabroniono także pastorom mazurskim tzw. kolędy (jako katolickiego „przeżytku”), która była znaczącym źródłem dochodu. Wywołało to protest pastorów, którzy bardziej czuli się związani z rodzinną wsią i swoimi parafianami, niż z pruskim królem. Mimo nacisków władz w XVIII w. germanizacja czyniła wśród Mazurów niewielkie postępy i większość z nich (ponad 90%) w ogóle nie znała języka niemieckiego.
Król prowadził też akcje osiedlania na Mazurach austriackich protestanckich uciekinierów z rejonu Salzburga.
Pastorzy często sami byli twórcami literatury polskiej, nie tylko religijnej, lecz także świeckiej, np. Michał Grodzki, pastor w Cichach i Ostrymkole był poetą, twórcą m.in. wiersza „Mór w Prusach w roku 1709” (z 1716) – akrostychu, w którym początkowe litery pierwszego wiersza każdej zwrotki, czytane pionowo, tworzyły zdanie: „Michał Grodzki rektor z Cichów komponował”. Ten utwór wszedł na stałe do popularnych mazurskich kancjonałów.
W 1728 na uniwersytecie Albertina w Królewcu powstało ewangelickie „Seminarium Polskie”, które działało aż do lat 30. XX w. i wykształciło wielu pastorów, zasłużonych dla krzewienia oświaty i kultury polskiej na Mazurach, m.in. Krzysztofa Mrongowiusza.

## XIX wiek
W 1817 powstał zjednoczony (luterańsko-kalwiński) Ewangelicki Kościół w Prusach, a Mazury podporządkowano prowincji wschodniopruskiej tego Kościoła.
Od lat 30. nastąpiło nasilenie germanizacji także wiejskiej ludności Mazur. Język niemiecki był narzucany jako język wykładowy w szkołach i nauce religii. Na nic zdały się protesty pastora-superintendenta nowo utworzonej w 1818 diecezji w Margrabowej – Augusta Fryderyka Czygana, założyciela i redaktora „Nowin o Rozszerzaniu Wiary Chrześcijańskiej”, polskiej gazety misyjnej.
Z jego inicjatywy odbył się w Margrabowej w 1836 synod pastorów diecezji, na którym podjęto uchwałę, ostro sprzeciwiającą się germanizacji w szkołach mazurskich jako sprzecznej z zasadami chrześcijaństwa i prawami człowieka. W tym synodzie uczestniczyli m.in. Jan Andrzej Frenzel z Gąsek, Zygmunt Fryderyk Pianka z Mieruniszek, Karol Adam Rohman z Cichów, Jan August Skrodzki z Margrabowej, Karol Ferdynand Marcus z Szarejek, Michał Salkowski ze Świętajna oraz Jerzy Fryderyk Schrage z Wieliczek. Pisali oni: Ogromna większość szkół tutejszego powiatu składa się bądź wyłącznie, bądź w przeważającej liczbie z polskich uczniów; ci zaś nie słyszą ani słowa po niemiecku poza godzinami nauki i gdy tylko znajdą się poza nadzorem nauczyciela, mówią jedynie językiem swoich rodziców, zapominają zaś rychło niemieckiego, na którego powierzchowne ich wyuczenie zmarnowano najlepszą część czasu kosztem pozostałych przedmiotów. Podpisani widzą wyraźnie, że w tych warunkach nie można w żaden sposób zaniechać używania w tych szkołach języka polskiego przy nauczaniu...
Pastor Marcus (1832-1846) jako inspektor szkolny protestował przeciwko uczeniu dzieci polskich religii po niemiecku.
Jednak wobec sytuacji, gdy sama ludność porzucała pogardzany przez władze tzw. język mazurski (który był w rzeczywistości gwarą mazurską języka polskiego) i zaczynała mówić po niemiecku, coraz więcej parafii, szczególnie od lat 70. wprowadzało język niemiecki zamiast polskiego do szkół i kościoła. Tym niemniej, istniało aż do II wojny światowej wiele parafii ewangelickich, np. Gąski i Wieliczki, gdzie język polski zdecydowanie dominował.

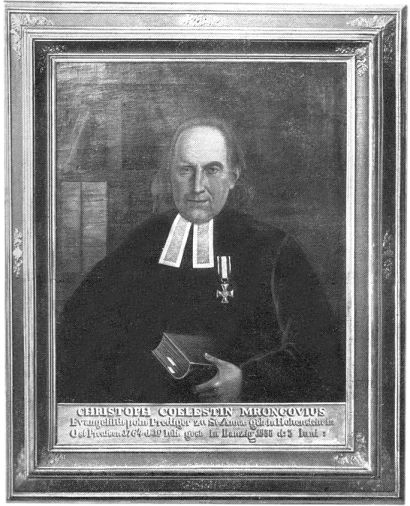
Krzysztof Celestyn Mrongowiusz

Krzewicielami polskości byli pastorzy: Gustaw Gizewiusz (1810-1848), duchowny w Ostródzie i Krzysztof Celestyn Mrongowiusz (1764-1855) – autor polskich podręczników dla młodzieży, kancjonałów i słownika polsko-niemieckiego. Na ich cześć, po 1945 przemianowano miasto Lec na Giżycko, a Ządźbork na Mrągowo.
Ich protesty oraz innych pastorów mazurskich, powstrzymały germanizację w szkołach na okres jednego pokolenia, ale nie dłużej; język polski eliminowano ze szkół, by go całkowicie usunąć w 1888. W połowie XIX w. zniesiono na Mazurach konfirmację w języku polskim.
Po nasileniu germanizacji w latach 70. XIX w. polskie wydawnictwa ograniczyły się na Mazurach do Biblii, kancjonałów i popularnych kalendarzy. Praktycznie wszystkie inne dziedziny życia, poza sferą religijną, wiązały się z koniecznością posługiwania językiem niemieckim. Pod koniec XIX w. malał opór pastorów mazurskich przeciwko wprowadzaniu niemczyzny; tylko jednostki broniły języka polskiego: np. pastor z Ostregokołu – Herman Fryderyk Schrage – wspomagany przez Jana Karola Sembrzyckiego.
W pierwszej połowie XIX w. niektóre kościoły ewangelickie, np. w Szczytnie i Biskupcu, udostępniano także dla odprawiania mszy katolickich. Jednak władze zakazały tych ekumenicznych praktyk, prawdopodobnie w obawie przed możliwością rozpowszechnienia katolicyzmu. Od połowy XIX w. ożywioną działalność misyjną prowadzili na Mazurach baptyści (z ośrodkiem we wsi Mentonowo).

## XX wiek i obecnie
Od 1914 I wojna światowa spustoszyła Mazury. Wojska rosyjskie dopuszczały się wielu aktów wandalizmu i agresji wobec kościołów i duchownych w ramach taktyki spalonej ziemi.
Plebiscyt na Warmii i Mazurach 11 lipca 1920 okazał się dla Polski przegrany (prawie 97% mieszkańców obszaru plebiscytowego (w tym około 30–40% osób przywiezionych z Niemiec, jako „urodzeni na Mazurach”) głosowało za pozostaniem „w Prusach”) m.in. z powodu znikomego poparcia, jakie duchowni ewangeliccy okazali dla Polski – uznawanej przez nich za kraj katolicki, tradycyjnie wrogi protestantyzmowi, a dodatkowo zagrożony aneksją przez bolszewików (trwała wojna polsko-bolszewicka). Tym niemniej decyzją mocarstw przyłączono do Polski mazurski okręg Działdowo, gdzie dominował luteranizm. Już w latach 30. większość ewangelickiej ludności tego terenu wyjechała do Niemiec.
Szczególnie od roku 1920 pojawiły się też inne wyznania protestanckie, jednak ich wyznawcy stanowili tylko od 2 do 4% ludności mazurskiej (podobny procent stanowili katolicy). W okresie międzywojennym ożywioną działalność misyjną prowadzili na Mazurach metodyści.
W 1922 Pruski Kościół ewangelicki przyjął nazwę Evangelische Kirche der altpreußischen Union (Kościół Ewangelicki Unii Staropruskiej). Od połowy lat 1920. nasiliły się urzędowe naciski na eliminację języka polskiego z kościołów i mało kto odważał się protestować. Sytuacja uległa znacznemu pogorszeniu w czasach III Rzeszy; w 1939 zakazano na Mazurach odprawiania nabożeństw w języku polskim.
16 października 1944 Rosjanie rozpoczęli frontalny atak na granicę Prus Wschodnich, czemu towarzyszyła ucieczka około 40% Mazurów na dalej położone tereny Niemiec. Kolejne wyjazdy Mazurów nastąpiły w 1945 i 1946 r.

### W Polsce

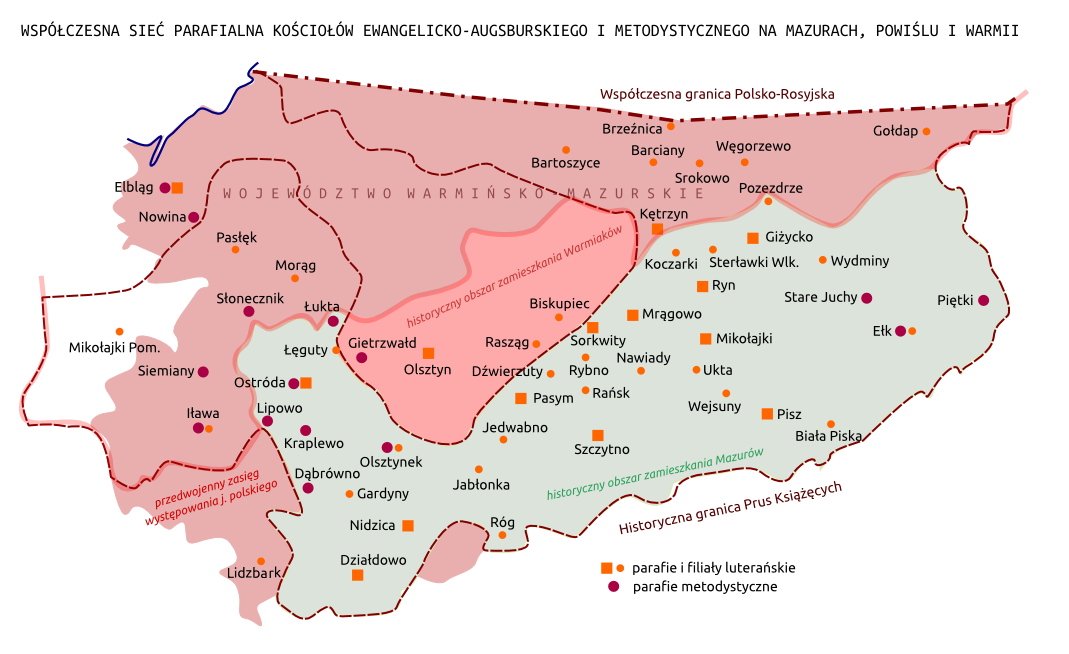
Współczesna sieć parafialna kościołów luterańskiego i metodystycznego na Mazurach, Powiślu i Warmii

Po włączeniu Mazur do Polski nastąpiła likwidacja struktur Kościoła Pruskiego (istnieje on odtąd w Niemczech pod nazwą „Kościół Ewangelicki Unii Staropruskiej”), a ewangelickich Mazurów podporządkowano diecezji mazurskiej Kościoła Ewangelicko-Augsburskiego w RP. Działalność diecezji (postrzeganej przez władze komunistyczne jako kontynuator niemieckiego Kościoła) była utrudniana, większość kościołów i budynków parafialnych przekazano nowym katolickim osadnikom, celowo niszczono zabytkowe cmentarze. Liczba wiernych w diecezji drastycznie zmalała w wyniku wyjazdu do RFN około 160 tys. Mazurów w latach 1970. Obecnie najwięcej osób pochodzenia mazurskiego mieszka w Bawarii, Dolnej Saksonii i Szlezwiku-Holsztynie. Od tamtej pory ewangelicy na Mazurach to przeważnie ludzie starsi oraz osoby, pochodzące z polsko-mazurskich małżeństw mieszanych. Mimo to działalność diecezji ożywiła się po 1990, zaczęto odnawiać kościoły i cmentarze, wznowiono działalność wydawniczą i otwarto Muzeum Reformacji Polskiej w Mikołajkach. Obecnie diecezja mazurska liczy 15 parafii i 27 filiałów oraz 16 duchownych z biskupem Pawłem Hause na czele. Luteranie stanowią kilka procent populacji powiatu mrągowskiego oraz kętrzyńskiego, co znacznie wyróżnia te regiony na tle całego kraju gdzie ten odsetek wynosi 0,18%. W województwie wciąż znajdują się nieliczne miejscowości, w których istnieją wyłącznie ewangelickie obiekty sakralne. Najczęściej jednak towarzyszą one świątyniom katolickim i w mniejszym stopniu prawosławnym. Ponadto stosunkowo powszechną praktyką jest współużytkowanie kościołów przez różne wyznania. Tak było do niedawna w Ostródzie i jest obecnie w Olsztynku, gdzie z jednego kościoła korzystają luteranie i metodyści, w Rybnie (katolicy i luteranie) czy Morągu (luteranie i prawosławni). Podobnych przykładów jest o wiele więcej.
Województwo warmińsko-mazurskie jest zamieszkiwane przez niemal połowę wyznawców Kościoła Ewangelicko-Metodystycznego w RP.
Inne wyznania protestanckie na Mazurach to: adwentyści, baptyści, irwingianie, zielonoświątkowcy, zielonoświątkowcy jednościowi oraz Kościół Chrześcijański „Słowo Wiary”.

## Autorzy zajmujący się protestantyzmem na Mazurach
- Alfred Jagucki
- Erwin Kruk
- Janusz Małłek
- Grzegorz Jasiński
- Ryszard Otello
- Kazimierz Urban
- Tadeusz Wojak